# Опытный (Нижегородская область)
 Опытный  — поселок в Кстовском районе Нижегородской области. Входит в состав Ройкинского сельсовета. Ранее имел название "Научно-опытная база". Название связано с тем, что на территории этого населенного пункта проводились исследования по выводу новых сортов растений. Поселок граничит с селом Федяково и поселком Культура Кстовского района, а также с Приокским районом г. Нижнего Новгорода.

## География
Находится в пригородной зоне Нижнего Новгорода на расстоянии менее 5 километров по прямой на юго-восток от вокзала станции Мыза.

## Население
| 2002 | 2010 |
| ---- | ---- |
| 183  | ↘170 |

Постоянное население составляло 183 человека (русские 96%) в 2002 году, 170 в 2010.